# Toros Roslin
Toros Roslin (Թորոս Ռոսլին; 1210 circa – 1270 o c.1216 – 1288) è stato un miniaturista armeno fra i maggiori del Medioevo.
Le biografie degli artisti armeni di epoca medioevale e antichi avevano spesso la tendenza ad ignorare aspetti che oggi considereremmo importanti. Questo e altri aspetti significano che poco della vita di Roslin è conosciuto con certezza.
È possibile affermare che avesse lavorato nel regno armeno di Cilicia, a causa dei suoi patroni. 
Sappiamo inoltre che ebbe dei figli, poiché viene menzionato un figlio adulto. 
Ciò viene considerato indicativo del fatto che si trattasse di un prete, dal momento che un monaco non avrebbe avuto figli, mentre un laico non avrebbe prodotto manoscritti miniati della Bibbia. 
Le sue opere mostrano tracce di influssi bizantini e persino italiani e secondo alcuni questo sarebbe un indizio del fatto che abbia compiuto dei viaggi in terre straniere intorno ai vent'anni.
Eseguì un ritratto di Leone III d'Armenia quando costui era ancora principe, intorno al 1256 e lavorò inoltre per il principe Vasak, ma è maggiormente conosciuto per le sue opere religiose, in particolare quelle concernenti temi del Nuovo Testamento, come la Crocifissione o la Natività di Gesù.